# إبك ريكوردز
إبك ريكوردز (بالإنجليزية: Epic Records)‏ هي شركة تسجيلات أمريكية. وهي فرع شركة سوني للترفيه الموسيقي، تأسست سنة 1953 حيث كانت تقدم موسيقى الجاز والموسيقى كلاسيكية بعد ذلك أصبحت تقدم أنواع أخرى مثل الروك، البوب، آر اند بي والهيب هوب. الشركة تعاملت مع فنانين لهم شعبية كبيرة مثل سيلين ديون، مايكل جاكسون، جينيفر لوبيز وشاكيرا.

تعتبر إبك من شركات التسجيل الفرعية الرئيسية لسوني بجانب كولومبيا وآر سي إيه.

## وصلات خارجية
- الموقع الرسمي